# Port lotniczy Mizan Teferi
Port lotniczy Mizan Teferi (kod IATA: MTF, kod ICAO: HAMT) – etiopskie lotnisko obsługujące Mizan Teferi.